# Magdalena Walach
Magdalena Walach (ur. 13 maja 1976 w Raciborzu) – polska aktorka filmowa i teatralna.

## Życiorys
W dzieciństwie brała udział w konkursach recytatorskich i udzielała się w kółku teatralnym. Za namową polonistki podjęła studia aktorskie. W 1999 ukończyła studia na PWST w Krakowie. Za rolę w spektaklu dyplomowym Pułapka otrzymała nagrodę ZASP-u na Festiwalu Przedstawień Dyplomowych w Łodzi.
Rola w musicalu Tajemniczy Ogród w reżyserii Janusza Szydłowskiego przyniosła jej angaż w Teatrze Bagatela. Od tamtej premiery grała role w spektaklach, takich jak: „Balladyna”, „Stosunki na szczycie”, „Trzy siostry”, „Othello” czy „Tramwaj zwany pożądaniem”. Pojawiała się też na deskach innych krakowskich i warszawskich teatrów, a także wystąpiła w kilku inscenizacjach Teatru Telewizji.
Na szklanym ekranie zadebiutowała w 2000 rolą kelnerki w filmie Krzysztofa Zanussiego Życie jako śmiertelna choroba przenoszona drogą płciową. Następnie zagrała m.in. główną rolę Giselle w polsko-włoskiej produkcji Marcinelle (2003). Ogólnopolską popularność przyniosły jej natomiast role w serialach telewizyjnych: Pensjonat pod Różą (2004–2006), Twarzą w twarz (2007–2008), Tancerze (2009–2010), M jak miłość (2010–2021) i Komisarz Alex (2011–2015, od 2017).
W 2008 w parze z Cezarym Olszewskim zwyciężyła w finale siódmej edycji programu rozrywkowego TVN Taniec z gwiazdami. Na potrzeby filmu Enen (2009) nauczyła się grać na altówce. Do roli podkomisarz Lucyny Szmidt w serialu Komisarz Alex przeszła profesjonalne szkolenie z bronią.
W 2012 została ambasadorką kampanii promującej adopcję zwierząt ze schroniska „Prawdziwa przyjaźń jest za darmo”.

## Życie prywatne
Ma dwoje młodszego rodzeństwa, Zuzannę i Wojciecha. Jest żoną Pawła Okraski, z którym ma syna Piotra (ur. 2006), perkusistę w zespole blackmetalowym Deadgod.
Interesuje się malarstwem i projektowaniem wnętrz.

## Filmografia
| Rok                  | Tytuł                                                   | Rola                                              | Uwagi                                                                          |
| -------------------- | ------------------------------------------------------- | ------------------------------------------------- | ------------------------------------------------------------------------------ |
| 1997                 | Teatr niekonsekwencji                                   |                                                   | Teatr Telewizji                                                                |
| 2000                 | Życie jako śmiertelna choroba przenoszona drogą płciową | kelnerka                                          | nie występuje w czołówce                                                       |
| 2000                 | Klub kawalerów                                          | Marynia Mirska                                    | Teatr Telewizji                                                                |
| 2002                 | Suplement                                               | współlokatorka Hanki                              |                                                                                |
| 2002                 | Sesja kastingowa                                        |                                                   | Teatr Telewizji                                                                |
| 2003                 | Marcinelle                                              | Giselle                                           |                                                                                |
| 2003                 | Miodowe lata                                            | Samanta                                           | odc. 112 pt. Wspólny wróg                                                      |
| 2004–2005            | Oficer                                                  | Iwona, żona Darka „Dahomeja”                      | odc. 3 pt. Zero tolerancji, odc. 4 pt. Zakup kontrolowany                      |
| 2004–2006            | Pensjonat pod Różą                                      | Iwa Mroczkiewicz                                  |                                                                                |
| 2004                 | Skurcze                                                 | kobieta/prostytutka                               | etiuda szkolna                                                                 |
| 2005                 | Niania (Nanny McPhee)                                   | Evangeline                                        | polski dubbing                                                                 |
| 2007–2008            | Twarzą w twarz                                          | Marta Michalska, w drugiej serii Waszak           |                                                                                |
| 2008                 | Jak żyć?                                                | instruktorka w szkole rodzenia                    |                                                                                |
| 2008                 | Kryminalni                                              | Ewelina Tulewicz                                  | odc. 98 pt. Pluskwa                                                            |
| 2008                 | Teorban                                                 | Joanna                                            | Teatr Telewizji                                                                |
| 2008                 | Wyprawa na Księżyc 3D (Fly Me to the Moon)              | Mama Nata                                         | polski dubbing                                                                 |
| 2009                 | Enen                                                    | Renata Grot, żona Konstantego                     | Nominacja – Złota Kaczka w kategorii „Najlepsza rola kobieca sezonu 2008/2009” |
| 2009                 | Ojciec Mateusz                                          | Monika                                            | odc. 22 pt. Mag                                                                |
| 2009–2010            | Tancerze                                                | Alicja Pawłowicz, wykładowczyni tańca klasycznego |                                                                                |
| 2010                 | Dancing For You                                         | Iza                                               |                                                                                |
| 2010–2021            | M jak miłość                                            | prokurator Agnieszka Olszewska                    | od odc. 780 do odc. 1593 (z przerwami)                                         |
| 2011                 | Instynkt                                                | Magda Janik                                       | odc. 7 pt. Klątwa                                                              |
| 2011, 2020–2021      | Usta usta                                               | Alex Najman, adwokat                              |                                                                                |
| 2011–2015, 2017–2021 | Komisarz Alex                                           | podkomisarz Lucyna Szmidt                         |                                                                                |
| 2013                 | Mój biegun                                              | Urszula Mela, mama Janka                          | Film z cyklu Prawdziwe historie                                                |
| 2014                 | Ziarno prawdy                                           | Barbara Sobieraj                                  |                                                                                |
| 2014                 | Prawo Agaty                                             | Ewa Szotkiewicz                                   |                                                                                |
| 2015                 | Ziarno prawdy                                           | Barbara Sobieraj                                  | Nominacja – Złoty Szczeniak w kategorii „Najlepsza drugoplanowa rola kobieca”  |
| 2015                 | Żyć nie umierać                                         | Małgorzata Zaręba                                 |                                                                                |
| 2016                 | Po prostu przyjaźń                                      | Magda                                             |                                                                                |
| 2018                 | Rojst                                                   | Helena                                            |                                                                                |
| 2019                 | Motyw                                                   | prokurator Olga                                   |                                                                                |
| 2021–2022            | Stulecie Winnych                                        | Mania Winna-Bartosiewicz                          |                                                                                |
| 2022                 | Powrót                                                  | Agata Starostecka                                 |                                                                                |
| 2023                 | Pati                                                    | Agata Rulewska                                    |                                                                                |
| 2023                 | Polowanie                                               | Anna Król                                         |                                                                                |
| 2024                 | Idź przodem, bracie                                     | Joanna Skóra                                      |                                                                                |
| 2024                 | Przesmyk                                                | Maria Niedźwiecka                                 |                                                                                |

## Nagrody i nominacje
- Nominacja do Złotego Szczeniaka na Festiwalu Aktorstwa Filmowego w kategorii „Najlepsza drugoplanowa rola kobieca” za rolę w filmie Ziarno prawdy
- Kryształowe Serce w kategorii „Namiętny Pocałunek” (wraz z Mikołajem Roznerskim) podczas gali z okazji 1000. odcinka serialu M jak miłość
- Trzecie miejsce w plebiscycie Telekamery „Tele Tygodnia” 2010 w kategorii „Aktorka”
- Nominacja do Złotej Kaczki w kategorii „Najlepsza rola kobieca sezonu 2008/2009” za film Enen
- Kryształowa Kula za wygraną 7. edycji programu Taniec z gwiazdami
- Nominacja do tytułu „Najpiękniejsza Polka” w plebiscycie „Viva! Najpiękniejsi”